# Prehistorische rotskunst in de Coa Vallei en de Siega Verde
Met 5.000 prehistorische kunstwerken in Foz Côa en 440 in de Siega Verde is het gebied een  ‘openluchtmuseum van Paleolithische kunst’. De rotstekeningen bevinden zich in het stroomgebied van de Douro, aan de zijrivieren Agueda en Côa, op het grondgebied van de gemeenten Vila Nova de Foz Côa, Figueira de Castelo Rodrigo, Mêda en Pinhel. 
Het gebied met rotskunst is het grootst in de Côa-vallei in Portugal. In 2010 werd het erfgoed uitgebreid met de rotstekeningen van de Siega Verde in Spanje, die analoog zijn met degene in Portugal en uit dezelfde tijd stammen. 
De rotstekeningen van de Côa-vallei liggen nu in het Côa-vallei archeologisch park (Portugees: Parque Arqueológico do Vale do Côa - PAVC). Het park werd opgericht in 1996. De toekomst voor dit stuk erfgoed werd in de jaren 90 bedreigd, omdat de Portugese regering besloot een dam te bouwen. Hierdoor zouden de rotstekeningen onder water komen te staan. Jarenlang waren er nationale en internationale onderhandelingen, maar in 1995 werd het plan goedgekeurd. Later in het jaar werd het project geannuleerd,  na de verkiezingen. In 1997 werd de rotskunst nationaal erfgoed. In 1998 werden de prehistorische kunstwerken UNESCO-werelderfgoed. In het gebied loopt ook een project voor natuurherstel van Rewilding Europe. 

## De kunst
Deze rotstekeningen zijn niet anders dan andere uit de prehistorie. We spreken van rotstekeningen omdat de meeste niet geschilderd zijn. Ze zijn ingegraveerd in de granieten en leien rotsen langs de Côa. De tekeningen hebben als thema de jacht. Op de verschillende graveringen zien we: geiten, oerrunderen, edelherten, steenbokken, vissen en ook de wolharige neushoorn, wat bewijst dat deze toen nog niet uitgestorven waren. 
Het gaat om 25.000 graveringen verspreid over enkele honderden rotsen. Ze zijn aangebracht in verschillende periodes. Men schat zo ongeveer 22 000 tot 10.000 jaar geleden. Het is de tijd van de Magdaléniencultuur in het Laat-paleolithicum. Naast tekeningen zijn ook nog enkele schilderingen gevonden. 